# Agblangandan
Agblangandan ist ein Arrondissement im Departement Ouémé im westafrikanischen Staat Benin. Es ist eine Verwaltungseinheit, die der Gerichtsbarkeit der Kommune Sèmè-Kpodji untersteht.

## Demografie und Verwaltung
Gemäß der Volkszählung 2013 des beninischen Statistikamtes INSAE hatte das Arrondissement 57.762 Einwohner, davon waren 28.643 männlich und 29.119 weiblich.
Von den 55 Dörfern und Quartieren der Kommune Sèmè-Kpodji entfallen zwölf auf Agblangandan:
1. Agbalilamè
2. Agblangandan
3. Akpokpota
4. Davatin
5. Gbakpodji
6. Kadjacomè
7. Kpakpakanmè
8. Lokokoukoumè
9. Moudokomè
10. Sèkandji
11. Sèkandji Allamandossi
12. Sèkandji Houéyogbé